# Włodzimierz Czarniak
Włodzimierz Czarniak (ur. 26 maja 1934 w Zakopanem, zm. 29 stycznia 1964 w Krakowie) – narciarz alpejczyk, architekt, olimpijczyk z Cortina d’Ampezzo 1956.
Był trzykrotnym mistrzem Polski w konkurencjach alpejskich (1958 – slalom gigant, 1960 – slalom i kombinacja). Również trzykrotnie był wicemistrzem kraju (1958 – zjazd, 1959 – zjazd i slalom gigant).
Był trzykrotnym medalistą (złotym w zjeździe, srebrnym w slalomie gigancie i brązowym w slalomie) Akademickich Mistrzostw Świata rozegranych w 1956 r. w Zakopanem.
Zwycięzca w 1956 roku Memoriału im. B. Czecha i H. Marusarzówny w zjeździe i kombinacji alpejskiej. Na igrzyskach olimpijskich w Cortina d’Ampezzo zajął 28. miejsce w slalomie gigancie.
W roku 1962 po ciężkim upadku podczas treningu biegu zjazdowego na mistrzostwach świata w narciarstwie alpejskim w Chamonix zakończył karierę. Popełnił samobójstwo dwa lata później. Pochowany został na Cmentarzu Zasłużonych na Pęksowym Brzyzku w Zakopanem (sektor L-III-43 i 44).

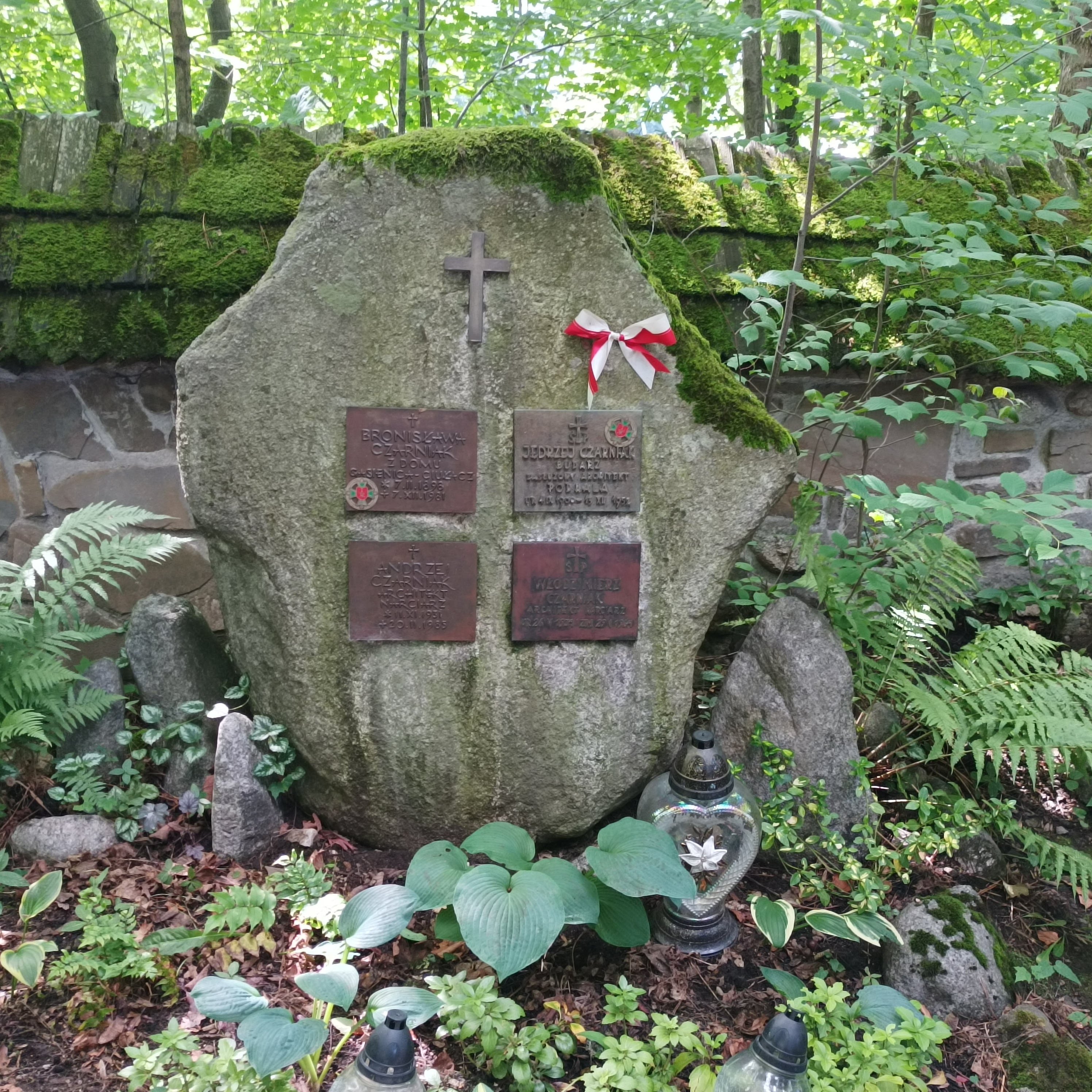
Grób Andrzeja i Włodzimierza Czarniaków na Cmentarzu Zasłużonych na Pęksowym Brzyzku

Jego starszy brat Andrzej startował w narciarstwie alpejskim na igrzyskach w 1952.